# Custer (Dakota Południowa)
Custer – miasto w Stanach Zjednoczonych, w stanie Dakota Południowa, siedziba administracyjna hrabstwa Custer.